# インテレクチュアル・ダークウェブ
インテレクチュアル・ダークウェブ（英: Intellectual dark web、IDW、I.D.W）とは、西洋国家における高等教育機関やニュースメディアにおける、過剰なアイデンティティ政治や、ポリティカル・コレクトネス、そしてキャンセル・カルチャーに批判的な一部の学者たちや評論家たちの緩やかな連帯を指す用語である。
この連帯に関わる人物は、現代社会で主流となっている進歩主義運動や、大学などの高等教育機関やニュースメディアの中での権威主義と陶片追放に批判的な発言や著作を発表している。具体的には、デプラットフォーミングや、ボイコット、そしてオンライン上の恥辱に対して反対の立場を取り、これらの行為を言論の自由への脅威と見なしている。インテレクチュアル・ダークウェブの一部とされる人々は、政治スペクトルの右翼と左翼の両方に渡っている。

## 定義
インテレクチュアル・ダークウェブの性質については、ソースにより見解が異なり「小さなリベラル派」、「反動主義者」、あるいは「イデオロギー的に多様」なメンバーで構成されていると説明するものもいる。共有されている信念としては政治的正しさへの反対があるが、焦点となる領域はさまざまである。インテレクチュアル・ダークウェブと関連付けられている者たちは、彼らが「同調的」なリベラル派と認識するものに一般的に批判的であり、一部の者はオルトライトや政治スペクトルのオルタナ右翼と関連付けられている。 
Psychology Todayの執筆者はインテレクチュアル・ダークウェブについて「一般的に政治的な部族主義や言論の自由について懸念を持っている」、あるいは「何が真実であるかについての主流の前提の拒絶」ことをその特徴とした。
Salonはこの運動を、相互に共有する信念よりも、アメリカのリベラリズムに対する拒否感で結束した政治的保守運動と呼んだ。
一方で、ナショナル・レビューのクリスチャン・アレハンドロ・ゴンザレスは、インテレクチュアル・ダークウェブが「全政治的信念」を包括しているにもかかわらず、不公正と不平等について特定の保守的傾向の概念化で統一していると主張した。
政治解説者のマイケル・ブルックスは自身の著作『Against the Web: A Cosmopolitan Answer to the New Right』のなかで、このグループの特徴として「資本主義の肯定への献身」、「キャンパスやソーシャルメディアの論争に対する共通の執念」、「IQやその他の体系的な不平等の固有の正当化に対する強い興味」を挙げている。
文筆家の木澤佐登志はインテレクチュアル・ダークウェブを「明確な定義も外縁も存在しない曖昧なネットワーク」としながらも、ジェンダーや人種の根底にある生物学的あるいは遺伝学的差異や、人権や平等といったリベラルが重視する価値の「虚妄」といった不都合な現実を、科学的／統計学的エビデンスの名のもとに展開する（元）学者や言論人の知的ネットワークであるという。
作家の橘玲はインテレクチュアル・ダークウェブの特徴について「科学的エビデンスに基づいて、現代のリベラリズムではタブーとされているジェンダーや人種の差異などの『不都合な現実』を暴き、PCのコードを蹂躙することだとされる」と述べ、「リベラルから『人種主義（レイシズム）』『差別主義者』のレッテルを貼られ、アカデミズムのメインストリームから排除されている」とする。
文芸評論家の藤田直哉はインテレクチュアル・ダークウェブを「フェミニズムやリベラリズムに対して、『世界はあなたたちが考えているような“お花畑”な世界ではなくて、本当はもっと暗くて残酷なんだぞ』ということを、科学的なエビデンスに基づいて主張して攻撃する人たち」として、「リベラルという虚構に洗脳されてしまった人たちを目覚めさせてあげようという感じ」だと述べている。

## 起源と用法

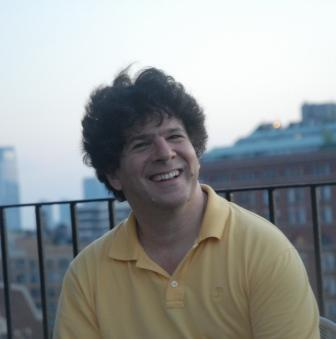
エリック・ワインスタイン 2010年

「インテレクチュアル・ダークウェブ」という用語を生み出したのは数学者で、元ティールキャピタルディレクターであるエリック・ワインスタインとされ、そもそもは「冗談半分だった」という。生み出したきっかけは、2017年にエバーグリーン州立大学教授であったブレット・ワインスタイン（エリックの兄）が同大学で毎年恒例となっていたキャンパスイベントの形式変更に反対したことで、その彼に対して批判が高まり、その結果として妻のヘザー・ハイングと共に教授職の辞任に至った事件だとされる。
ウェブサイトBig Thinkは、IDWの先駆けとして、2014年に遡るその他の論争にも着目すべきだと主張している。そこには
- 2014年10月に番組『Real Time with Bill Maher（英語版）』で行われたサム・ハリスとベン・アフレックの討論
- 2017年8月に公開された、ジェームズ・ダモア（英語版）『Googleのイデオロギー的なエコーチェンバー（英語版）』
- 2018年1月のキャシー・ニューマン（英語版）によるチャンネル4ニュースのジョーダン・ピーターソンへのインタビュー

などが含まれ、それぞれがイスラムの過激主義や、職場での多様性政策といった論争が存在する話題に関連している。
この用語は2018年5月にニューヨーク・タイムズに掲載された、同紙編集者であったバリ・ワイスによる意見記事「インテレクチュアル・ダークウェブという反逆者たちとの出会い」によって一般に広まった。ワイスは、彼女がIDWと関連付けた人々について「異端的な思想家、学界の反逆者、メディアの人物」だと特徴づけ、それらの人々は「異端的な思想に対してますます敵対的になっている組織から追放されており、その代わりにソーシャルメディアやポッドキャスト、公開講演、その他の『レガシーメディア』とは異なる代替の場を利用している」と述べた。

## 受容
ワイスの記事は数々の批判を引き起こした。ジョナ・ゴールドバーグは、ナショナル・レビューで「ラベルが少し大袈裟だ」と述べ、「マーケティングのラベルであり、必ずしも良いものではない...インテレクチュアル・ダークウェブというのは実際には知識人の運動ではなく、単に自由主義の正統性を守護する者に対しての軽蔑を共有している思想家やジャーナリストの連合にすぎない」と書いた。また、ヘンリー・ファレルはVoxで、保守的な評論家ベン・シャピーロや神経科学者サム・ハリスがワイスによってインテレクチュアル・ダークウェブの一部であるとされているが、彼らが排除されたり、沈黙させられたとはとても思えないと述べた。そしてワイスの同僚であるニューヨークタイムズのコラムニストポール・クルーグマンは、主流からの知的な抑圧を主張しながらも全国で最も著名な新聞の一つに記事が載ることが皮肉だと指摘した。ただしワイス自身がインテレクチュアル・ダークウェブの一員であるとの主張はしていなかったが、約1年後にタイムズから去ることとなった。デビッド・フレンチは、多くの批判者がポイントを見逃しており、また「自由思考の運動の必要性」を誤って確認していると主張した。
2019年、ミナス・ジェライス連邦大学の研究では、YouTubeの動画にコメントを残す視聴者の移動パターンが明らかになった。まず彼らはインテレクチュアル・ダークウェブや「オルトライト」に関連したクリップへのコメントをつけ始めるが、YouTubeの推奨アルゴリズムの働きによって徐々に「右翼やオルトライト」の動画にコメントを残すようになるという。この研究ではアルゴリズムが右翼だと分類した33万1千本以上の動画を調査し、7900万件のYouTubeコメントの分析から、インテレクチュアル・ダークウェブのチャンネルから「オルトライト」のチャンネル、そして別のオルトライトのチャンネルへと移動するグループを見つけた。インテレクチュアル・ダークウェブのチャンネルでコメントを残した主題は、数年後にはコントロールグループよりもはるかに多くのコメントをオルトライトのチャンネルに残す傾向があった。研究の著者たちは、「指弾する」つもりはなく、YouTubeの推奨アルゴリズムの影響に注目を向けるつもりであると述べ、その動きを「ほとんど完全にアルゴリズムが駆動するプロセス」と呼んだ。

## 関連する人物

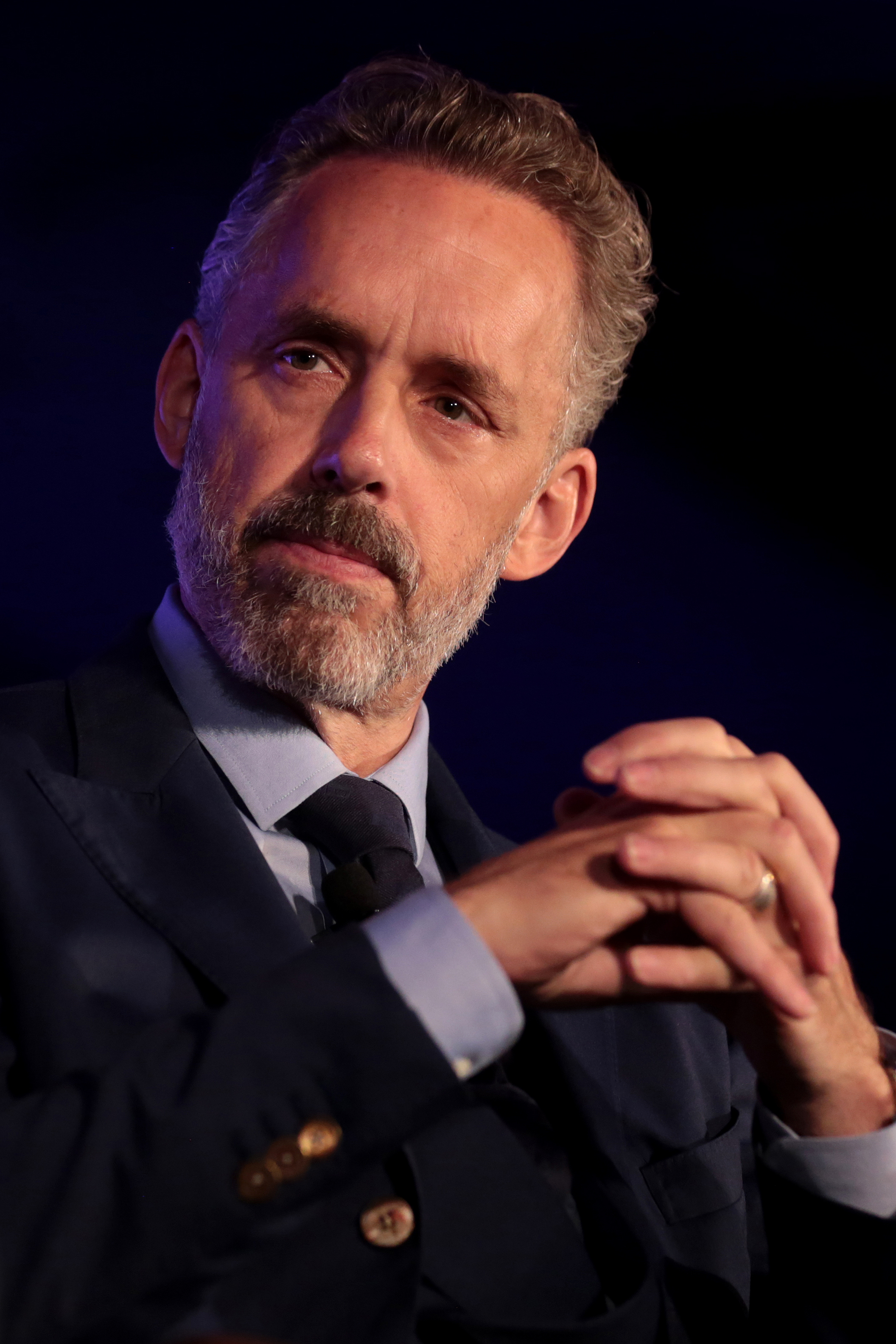
ジョーダン・ピーターソン
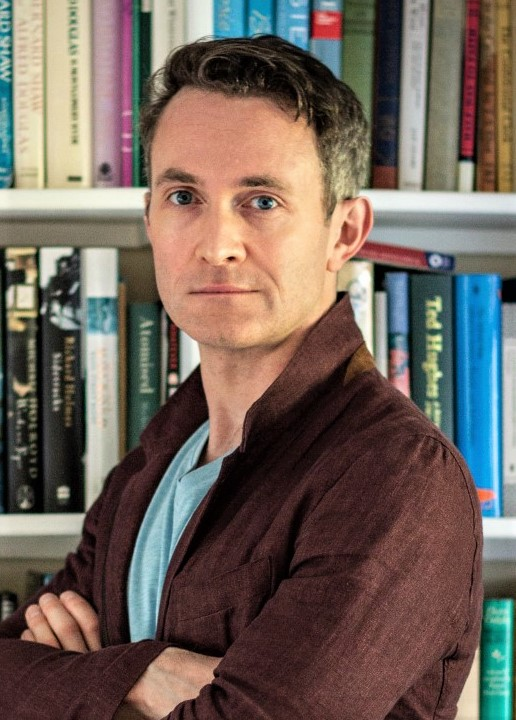
ダグラス・マレー
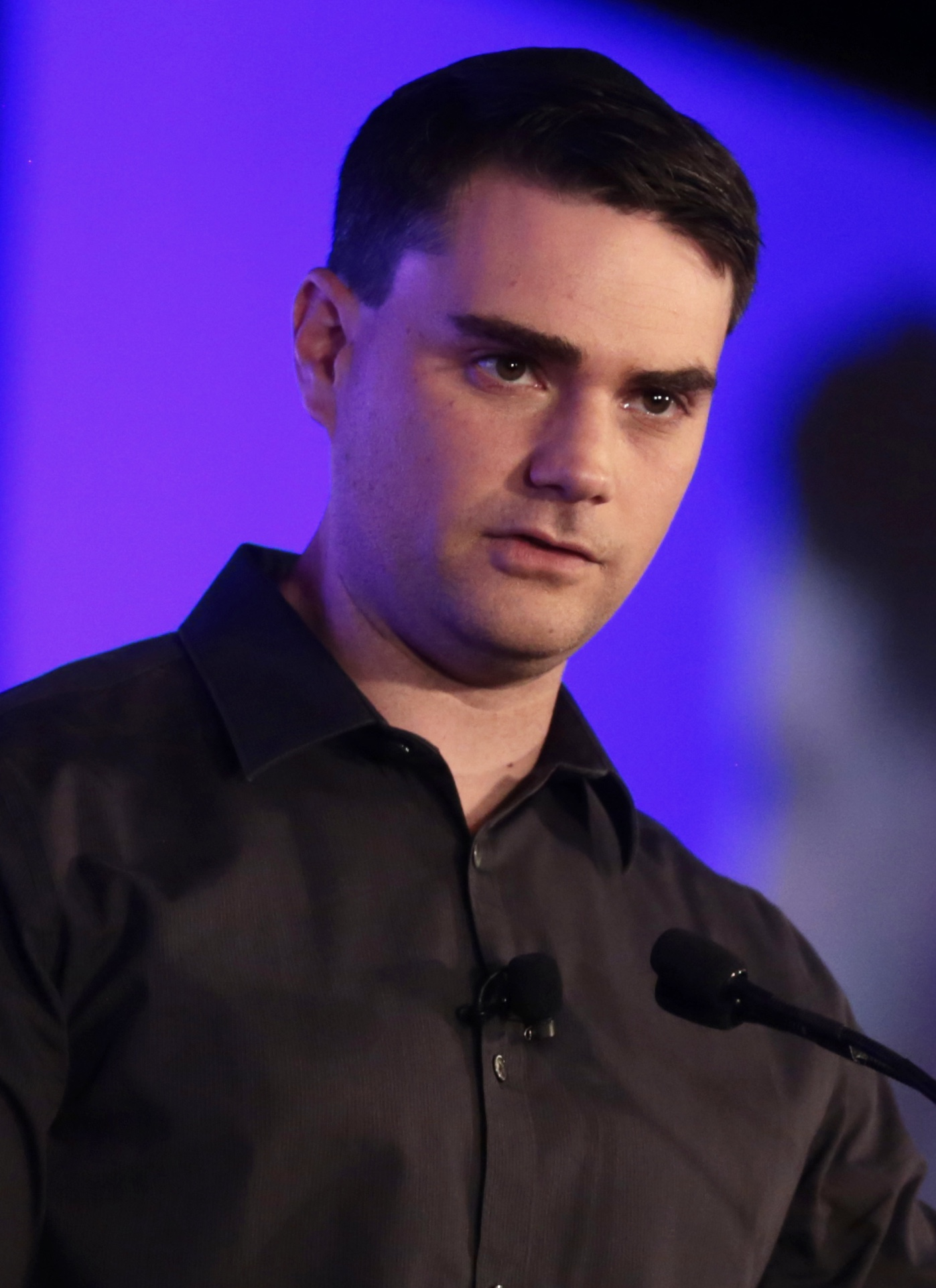
ベン・シャピーロ
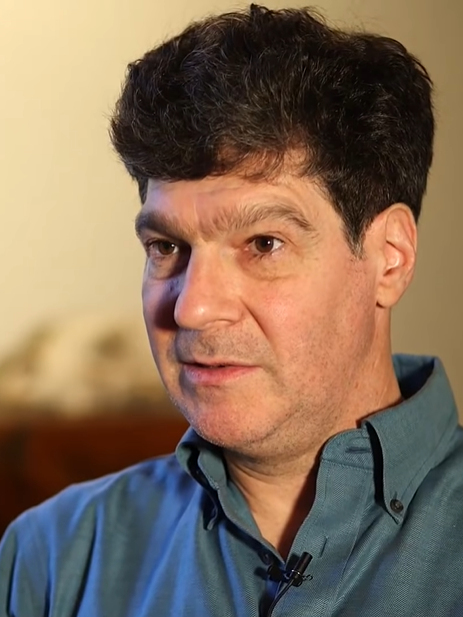
ブレット・ワインスタイン
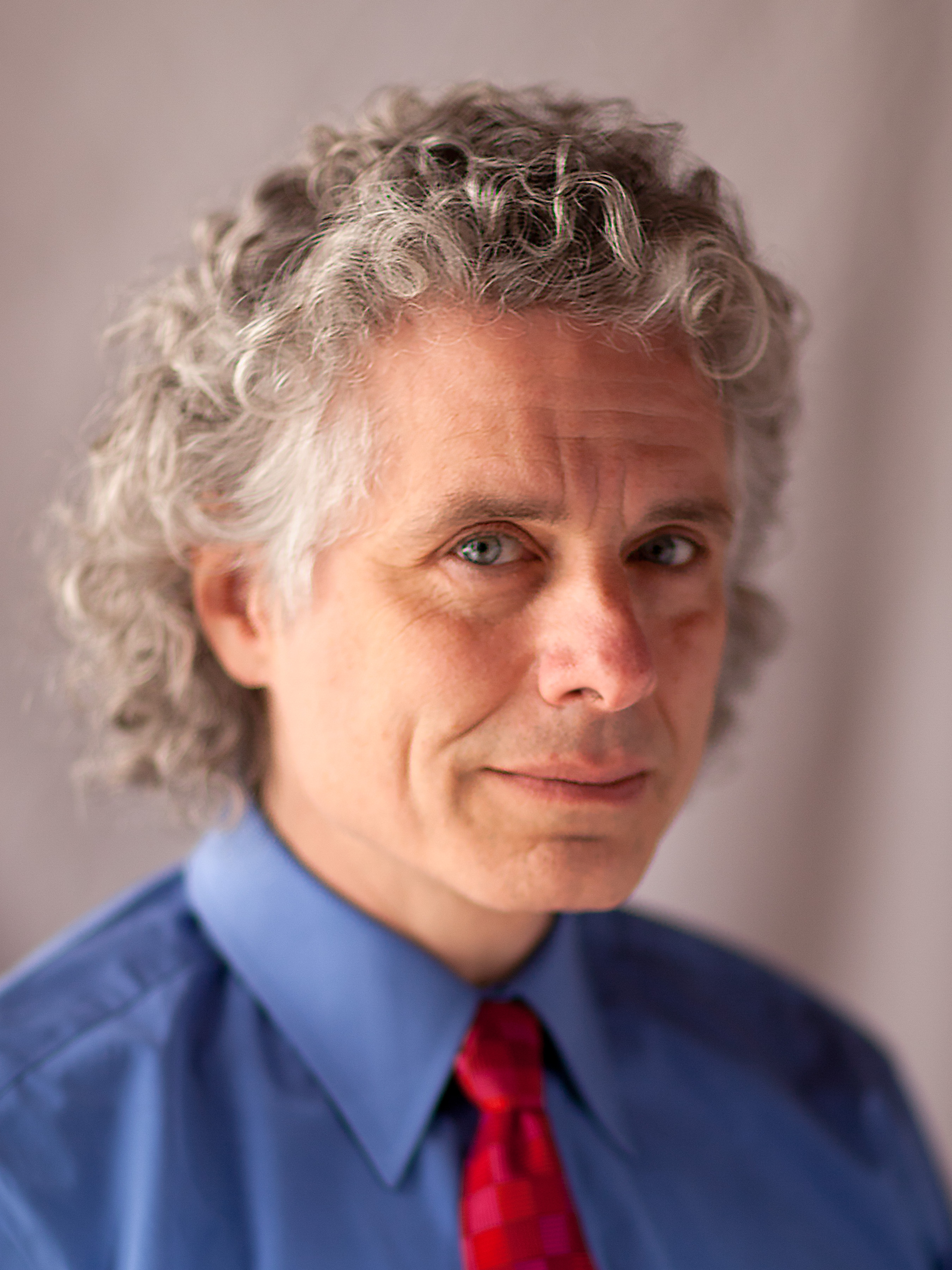
スティーブン・ピンカー
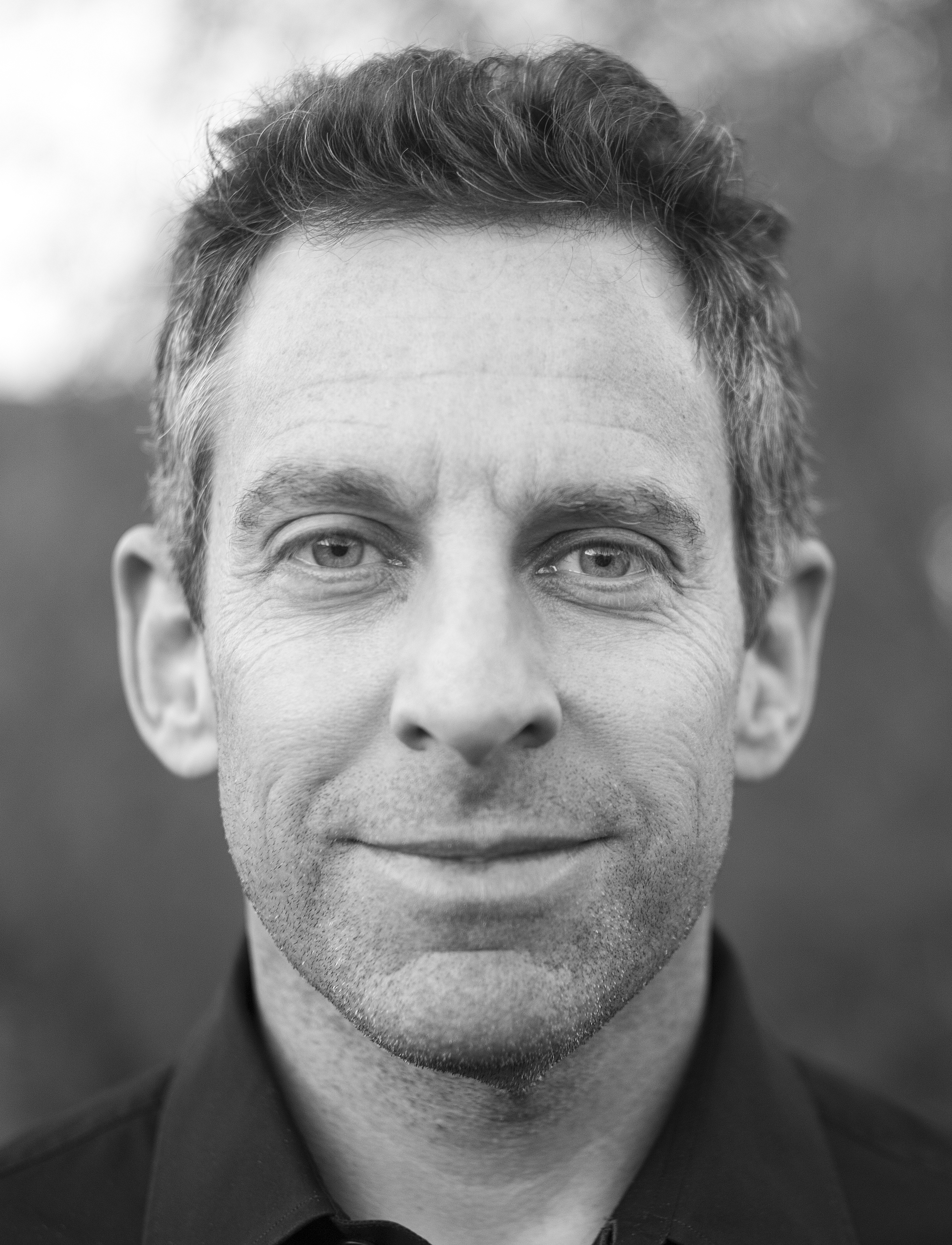
サム・ハリス

ニューヨーク・タイムズの編集記事において、バリ・ワイスは、インテレクチュアル・ダークウェブに関連する人物としてアヤーン・ヒルシ・アリ、サム・ハリス、ヘザー・ヘイイング、クレア・レーマン、ダグラス・マレー、マージド・ナワーズ、ジョーダン・ピーターソン、スティーブン・ピンカー、ジョー・ローガン、デイヴ・ルービン、ベン・シャピーロ、マイケル・シャーマー、クリスティーナ・ホフ・ソマーズ、ビル・マー、ブレット・ワインスタイン、そしてエリック・ワインスタインを挙げた。
インテレクチュアル・ダークウェブに関連する人々は主に政治的左派を批判するが、彼らの一部は自身を自由主義者として位置付けたうえでアメリカの左派の過剰さや無関心さを批判しており、またその他の者たちは右派に傾いているとされる。
Ozy誌のニック・フーリエゾスは、インテレクチュアル・ダークウェブを「近代の社会正義運動を専制的で非論理的であると批判する、主に左派の教授、コメンテーター、思想家の集まりを含む思想の増大する学派」だと説明している。
インテレクチュアル・ダークウェブのメンバーとされている自由主義者たちは、18世紀以降の人類の福祉の大幅な改善に啓蒙主義の功績を認め、言論の自由や個人の権利といった啓蒙主義の価値観が、左派の政治的正しさやトランピズム、宗教的保守主義によって脅かされていると考えている。
なお、インテレクチュアル・ダークウェブに対する批判は主に左派から、支持は右派から来ている。ガーディアンインテレクチュアル・ダークウェブを「奇妙な同盟者」であり、「オルタナ右翼の思考派閥」と特徴づけた。ロサンゼルス・レビュー・オブ・ブックスは、メンバーは左右両方に共感を示しているが、「政治的正しさ、進歩主義者、左翼政治、そしてネオファシストのオルタナ右翼」などの「主要な敵」に対して団結していると評した。
また極右やオルタナ右翼グループであるといった特徴づけ（例えば「ガーディアン」紙において）について、インテレクチュアル・ダークウェブのメンバーからは否定されている。
インテレクチュアル・ダークウェブの組織について、ダニエル・W・ドレズナーは、基本的にリーダー不在であると指摘し、個々が観客に縛られ、一貫したアジェンダを進めることができないかもしれないとの考えを述べた。
またキャシー・ヤングをはじめとする一部たちの者は、自身がインテレクチュアル・ダーク・ウェブに属するかとされることに疑念を表明している。またアリス・ドレガーは、ニューヨークタイムズの記事で自身がインテレクチュアル・ダークウェブの一員としめ紹介されたことに対し、「この特別なネットワークにいるとされる人たちの半分が誰なのか、まったく知らなかった。私が会ったことのある数少ないインテレクチュアル・ダークウェブの人たちは、あまりよく知らない人たちだった。その人たちを知りもしないのに、どうして強力な知的同盟の一員になれるのだろうか？」と述べている。
2020年11月、ハリスはこの運動から距離を置くことを表明し、「この架空の組織の架空のメンバーシップカードを返還する」と述べた。その理由として、グループ内の不特定のメンバーがドナルド・トランプ大統領の主張を拡散していたことを挙げている。トランプは、2020年の米国大統領選挙が大規模な選挙不正によって盗まれたと主張していた。